# 마쓰우라 이사무
마쓰우라 이사무(일본어: 松浦 勇武, 1991년 8월 12일 ~ )는 일본의 전 축구 선수이다.

## 구단 경력
과거 쇼난 벨마레, FC 류큐에서 활동하였다.